# Maurice Kann
Pour les articles homonymes, voir Kann.
Maurice Édouard Kann (1839-1906) est un banquier et collectionneur français.

## Biographie
Issu d'une famille de banquiers de Francfort-sur-le-Main dont une branche s'était établie à Paris, à Londres et à Vienne au XIXe siècle, Maurice Kann épouse Marianne Charlotte Halphen (1845-1906), dont un fils, Édouard Gustave Kann (1873-1927), avocat à la Cour d'appel de Paris et une fille, Madeleine. 
En 1866, il arrive à Paris à la suite de l'annexion de Francfort (sa ville de naissance dont il était citoyen) par les Prussiens. Jusqu'en 1872, il est associé à la maison de banque de son cousin, Maximilien Édouard Kann. Entretemps, il s'occupa de la filiale à Londres durant le siège de Paris en 1870-1871.
Avec son jeune frère Rodolphe (1845-1905), il fait fortune au Cap et à Johannesburg (Afrique du Sud) dans le commerce du diamant et de l'or durant les années 1880, associés à la firme Jules Porgès.
En 1897, lui et son frère acquièrent, selon René Gimpel la propriété de madame Samuel Pozzi, située aux 49-51 de l'avenue d'Iéna. Rodolphe est également grand collectionneur de tableaux — il posséda douze Rembrandt, quatre Hals, de remarquables Ruysdael et Hobbema. Ils ne tardèrent pas en entrer en compétition, jusqu'à se brouiller à partir de 1902. Maurice possédait deux Rembrandt dont il était très fier.
Maurice conserve pour lui-même la parcelle de 784 m2 formant le no 49 et fait abattre la maison en pierre de taille qu'elle supporte pour faire édifier par Ernest Sanson un vaste hôtel particulier.
L'appartement de réception est conçu pour présenter sa collection de tableaux et d'œuvres d'art, « moins importante en nombre mais supérieure en qualité » que celle de son frère, qui fut dispersée lors de plusieurs ventes publiques entre Paris et Vienne, de 1905 à 1911.
Cet ensemble prestigieux des deux frères Kann comprenait près de 800 tableaux, des ivoires gothiques, des bronzes, des faïences italiens, des bijoux de la Renaissance, des émaux limousins, des porcelaines et des tapisseries : l'un des cousins de Joe Duveen, visitant les collections en 1907, devait déclarer : « C'était comme si les collections de la National Gallery de Londres étaient à vendre ».